# Cascina Malpensa
La Cascina Malpensa è una corte lombarda destinata a cascina risalente al XVIII secolo che è situata tra il territorio dei comuni di Somma Lombardo, Casorate Sempione, Lonate Pozzolo e Gallarate e che è posta nella brughiera della Gradenasca. 
Nelle vicinanze della Cascina Malpensa, il 27 maggio 1910, Federico e Gianni Caproni fecero debuttare in volo il primo aeroplano da loro progettato e costruito, il Caproni Ca.1. Contestualmente, nei pressi di Cascina Malpensa, costruirono la loro prima aviorimessa. 
Da lì a pochi anni nacque, ancora quindi in tempi pionieristici, per volere di una cordata di imprenditori di Busto Arsizio, l'Aeroporto di Città di Somma Lombardo che diventò poco tempo dopo l'Aeroporto Città di Busto Arsizio. Quest'ultimo, in seguito, verrà denominato Aeroporto di Milano-Malpensa.

## L'edificio
Alla notizia provai l'impressione che il terreno venisse a mancarci sotto i piedi. Tanta è la fretta che si ha da giovani ! Dopo altri mesi perduti infruttuosamente - le pratiche andavano per le lunghe perché si voleva l'uso gratuito del terreno e, per di più, cercavamo quattrini, sotto forma di azioni - un compagno di università, milanese, ebbe la felice idea di suggerirmi la Cascina Malpensa come il luogo meglio indicato per le nostre esperienze. Si trovava nell'alto Milanese, a nove chilometri da Gallarate, sperduta in una brughiera. Veniva adibita alle esercitazioni annuali della cavalleria e dell'artiglieria ed era di proprietà del demanio militare. Dipendeva dal Comando del Corpo d'Armata di Milano. Si ottenne con facilità il permesso di provarvi l'aeroplano. Fu quello lo svolto decisivo della nostra vita. Ci portò in un ambiente che fino allora non avevamo sospettata l'esistenza.
Giunti al ciglione che chiude la "brughiera grande" verso Gallarate, i nostri occhi spaziarono per la prima volta su di una pianura desertica, dall'aspetto contrastante in pieno con quello vario del paese da cui provenivamo, paese sovrappopolato di contadini, sfruttatori di ogni minuzzolo di terra. Dalla vista piana emergeva un unico fabbricato, di forma quadra, grande, semi abbandonato. Addossammo ad esso il nostro capannone di legno. Poche settimane dopo le prove ci diedero la certezza che avevamo loro richiesta e insegnarono a noi e agli altri che il modo migliore di utilizzare quelle brughiere era quello di servirsene come magnifici campi naturali di aviazione. Ai primi voli, ai primi successi, seguirono gli immancabili contrattempi. Il nostro soggiorno in brughiera, preventivato di qualche settimana, si protrasse a lungo. Durò tanto che io ci sto ancora!
Nelle lunghe sere del primo inverno passato colà, il vecchio custode dell'immobile militare ci raccontò la sua storia e quella dell'insolito ambiente che ci albergava. Apprendemmo con sorpresa che ancora nel 1880 alla Malpensa si esercitava un'agricoltura fiorente. Il nostro narratore era stato l'ultimo agente di quell'azienda che per molti anni, aveva dato da vivere a ventiquattro famiglie e nella quale si produceva foglia di gelso bastante ad allevare trentacinque oncie [sic] di seme bachi. Dentro e ai lati dei 65 ettari di terreni arati, disposti attorno al fabbricato, campeggiavano grandissimi ciliegi che davano frutti abbondanti. La vigna, presso la casa, produceva un buon vino. Al nostro arrivo, come ho già detto, di tutto ciò non era rimasta neppure l'ombra. Da per tutto dominava l'incolto.»
(Federico Caproni nella memoria Primi risultati di una bonifica in brughiera, letta alla Regia Accademia dei Georgofili di Firenze il 11 aprile 1937)
La Cascina Malpensa sorse alla fine del XVIII secolo, nell'ambito della bonifica Tosi, realizzata dall'omonima famiglia di industriali di Busto Arsizio, nella brughiera detta "Gradenasca", che è conosciuta anche come brughiera a gradinate per via di un vasto avvallamento che la caratterizza e che si trova nel territorio del comune di Somma Lombardo.
Nella zona il Catasto Teresiano (risalente all'editto imperiale di Carlo VI d'Asburgo del 1718 ma entrato in vigore nel 1760) citava già una Cassina Case Nuove. 

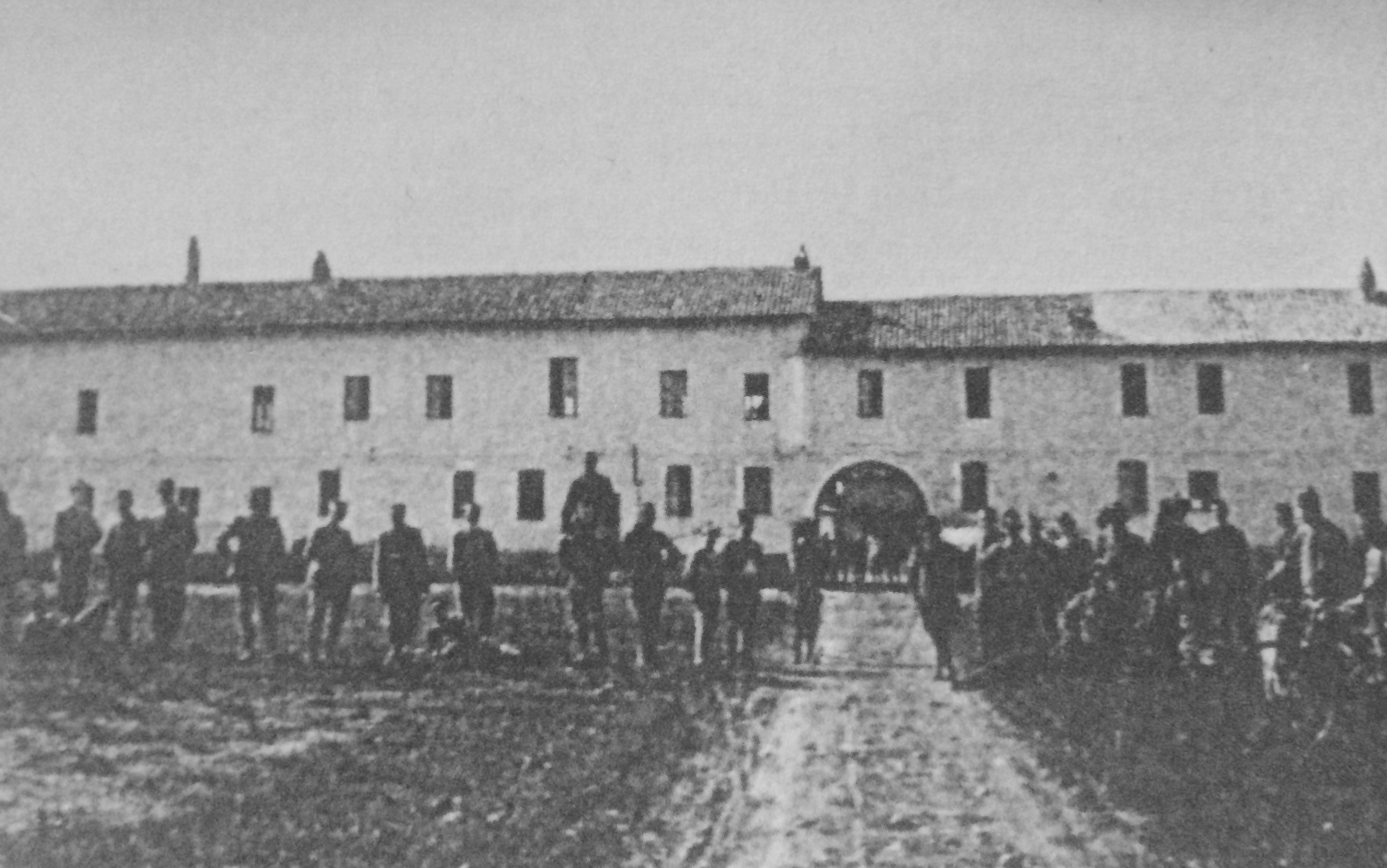
Cascina Malpensa in una foto d'epoca, quando era adibita ad uso militare

Quest'ultima era una colonia agricola che all'epoca contava quattro famiglie di fittavoli per un totale di ventisei persone: il particolare, questi coloni, che realizzarono in seguito Cascina Malpensa, arrivarono in zona nel 1590 su volere dei Visconti, che erano signori anche di Somma Lombardo.
La nuova cascina, costruita su un'area precedentemente mai sfruttata a causa dell'acidità del terreno che faceva morire qualsiasi pianta, proprio per questo si guadagnò presto il nomignolo di "Mal pensàa", che in lingua lombarda significa "mal pensata".
Nel tempo la Cascina Malpensa subì modifiche e ampliamenti. Stando alla descrizione contenuta nel Cessato Catasto, la Cascina Malpensa era ubicata al centro del podere e si presentava come un grande fabbricato a forma rettangolare (116 x 90 m), chiuso su tutti gli angoli, con un grande cortile interno. Il fabbricato era costruito da una costruzione a due piani e contava di circa 90 locali, tra abitazioni, stalle, fienili e portici. 
Ospitava 24 famiglie di coloni (quindi circa centocinquanta persone) ed era dotato di un pozzo profondo 70 metri. Dal cortile interno, passando sotto un ingresso ad arco, si diramavano due strade poderali, che attraversavano i campi e collegavano la cascina agli abitati limitrofi e alle strade vicinali e provinciali. L'intera proprietà era chiusa tutt'intorno da una fascia di bosco di castagni da taglio, che ne delimitava il confine. Il terreno era interamente aratorio, suddiviso da filari di gelsi, di viti e di piante da frutta.
Attualmente lo stabile della cascina, convertito nel XX secolo in appartamenti per le famiglie dei militari di stanza a Malpensa, si posiziona 700 m a ovest dell'Aeroporto di Milano-Malpensa, per la precisione tra l'attuale Terminal 2 e la frazione Case Nuove di Somma Lombardo).
Sul muro interno del cortile è ancora presente la targa commemorativa del capitano Luigi Bailo, pluridecorato pioniere dell'aviazione italiana caduto il 18 febbraio 1916 in un combattimento aereo a Lubiana, a cui, dal 1925, è dedicata la parte militare dell'aeroporto.

## Storia

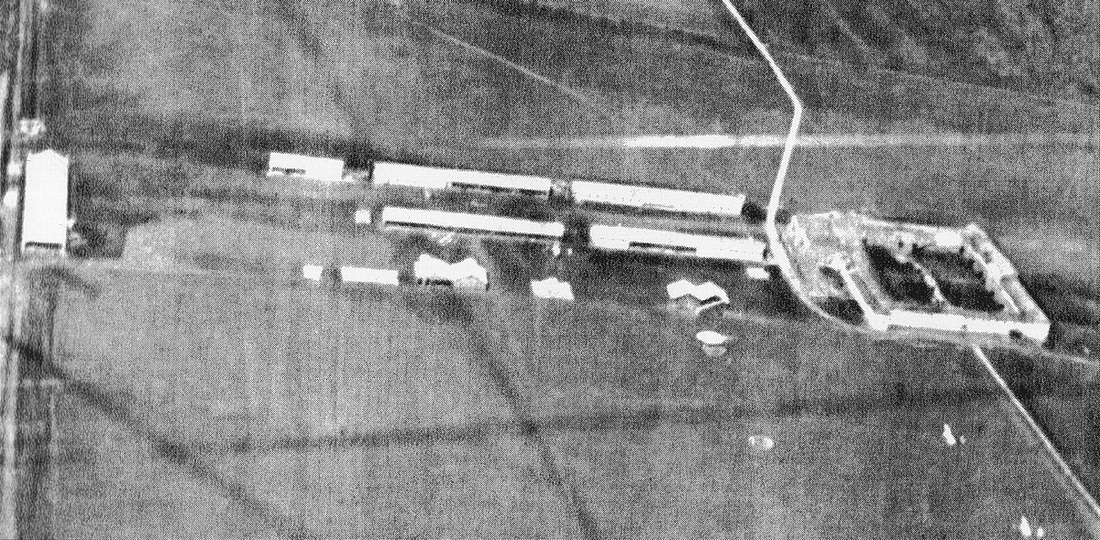
Campo Scuola di Aviazione di Cascina Malpensa della Caproni all'inizio del XX secolo

La Cascina Malpensa risale al 1789, quando la famiglia di industriali manifatturieri Tosi di Busto Arsizio diede inizio alla bonifica dei terreni appena acquistati in brughiera grazie all'Editto dell'imperatrice Maria Teresa d'Austria del 6 settembre 1779. 
L'Editto, ordinando la vendita di tutte le brughiere e i terreni incolti di proprietà dei comuni a compratori che si fossero impegnati a rendere gli stessi fertili, favorì il frazionamento dei latifondi e la nascita di iniziative private volte alla bonifica della brughiera, nel tentativo di ricavare da quelle terre acide e aride coltivi e boschi.
Scopo era consentire la coltivazione della terra strappata alla brughiera e bonificata (il terreno era acido) con calcitazione (nel XX secolo il Caproni, dopo il dissodamento, avrebbe usato fin 60 quintali di calce per ettaro, impiegando 15 000 quintali di calce nelle terre da lui acquistate tra Malpensa e Vizzola Ticino).
Alla morte di Gian Battista Tosi ne divennero proprietari i figli, Carlo e Luigi. Quest'ultimo, canonico di Sant'Ambrogio Maggiore a Milano, nel 1822 comprò dal fratello Carlo la sua metà della proprietà per poi rivendere l'intero podere a Luigi Galbiati nel 1829. Si susseguirono poi più passaggi di proprietà finché non si giunse all'ultimo proprietario privato, l'avvocato Casanova.
Lo stesso Alessandro Manzoni - tra il 1814 e il 1849 - "tenne il diretto dominio di vasta porzione del podere di Malpensa", come scrive il gallaratese Stefano Carcaterra.

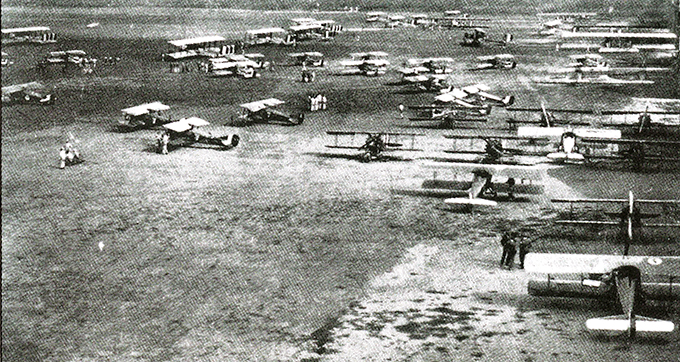
Campo aviazione di Cascina Malpensa, che si trovava a Lonate Pozzolo, all'inizio del XX secolo

A partire dal 1832 i terreni della Gradenasca vennero espropriati dal Governo Austriaco e destinati a campi per le esercitazioni militari. All'epoca della battaglia di Novara, il 23 marzo del 1849, la Cascina Malpensa ospitò anche il quartier generale del maresciallo Josef Radetzky.
In seguito il terreno circostante si mantenne luogo di manovre militari dell'esercito austriaco (l'edificio della Dogana Austriaca, che segnava il confine tra l'Impero Asburgico ed il Regno di Sardegna, si trovava a Tornavento, a pochi chilometri di distanza), fungendo da deterrente ai patrioti lombardi che si erano rifugiati nel Regno di Sardegna, il cui confine era segnato dal fiume Ticino. Dal 1861, con l'unità d'Italia, cessando di essere linea di confine, la cascina divenne caserma del Reggimento Savoia Cavalleria.
Nel 1886 il podere ed i fabbricati furono espropriati dal Ministero della guerra del Regno d'Italia, diventando di proprietà del Demanio. La cascina fu destinata dal Governo del Regno a caserma di Cavalleria, adatta alle esercitazioni militari delle truppe a cavallo (si vedono ancora oggi le torrette di osservazione destinate a dirigere le manovre. All'interno del podere, l'operazione di bonifica venne sospesa. Si assistette a un impoverimento del fondo e le famiglie che abitavano nella Cascina Malpensa furono trasferite a Bellaria(600 m più a sud) e a Cassina Case Nuove (800 m più a sud), entrambe frazioni di Somma Lombardo, mentre altre a Somma Lombardo stessa.

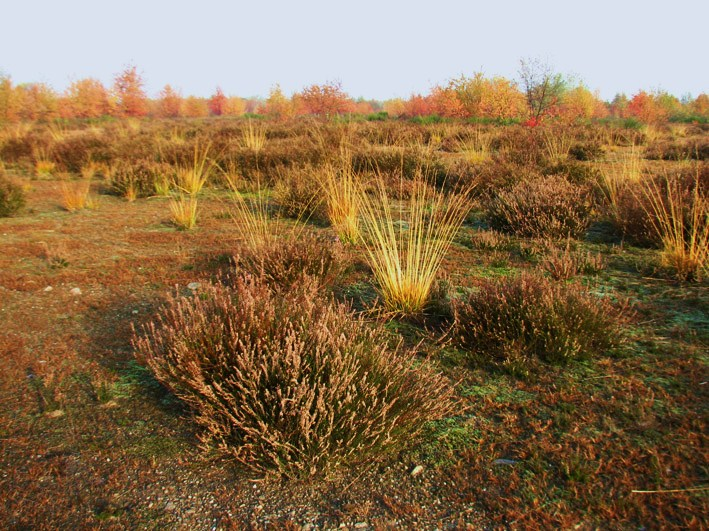
La brughiera di Malpensa durante la fioritura autunnale del brugo

La svolta arrivò ai primi del Novecento, con il sorgere nelle vicinanze, nel 1910, del primo hangar dell'Industria Costruzioni Aeroplani impiantata dai fratelli Caproni (trentini iniziatori dell'industria aeronautica italiana) che avevano ottenuto dal comune di Somma Lombardo la relativa autorizzazione. La Cascina Malpensa venne così assegnata al Corpo Aeronautico del Regio Esercito per il battaglione Squadriglie Aviatori (ora è sottoposta al 2° Deposito Centrale A.M. di Gallarate), venendo convertita nel corso del Novecento ad abitazioni per le famiglie dei militari di stanza a Malpensa. Nel 1917 vi operava la locale Sezione Difesa dotata di Savoia-Pomilio SP.2 e dall'aprile 1918 di Savoia-Pomilio SP.3.

## L'ambiente naturale residuo nell'area di Malpensa
La brughiera che si trova nella porzione sud-orientale di Malpensa, esterna all'attuale sedime aeroportuale, costituisce l'esempio più esteso della Pianura Padana di terreno con ancora presente naturalmente, senza quindi interventi da parte dell'uomo, il brugo (Calluna vulgaris). Il biotopo della brughiera di Malpensa rappresenta uno degli ecosistemi più settentrionali per quanto riguarda le brughiere mediterranee. Costituisce anche il biotopo formato da bassi cespugli più esteso della Pianura Padana centrale e occidentale. 
In quanto tale, ospita popolazioni di specie animali autoctone che qui raggiungono una popolazione particolarmente consistente come, ad esempio, la lucertola campestre (Podarcis siculus campestris). Diverse fra queste specie sono tutelate anche dalla legge, così come indicato dalle direttive europee che definiscono la rete Natura 2000. 
In particolare, le popolazioni locali di Succiacapre (Caprimulgus europaeus) e Averla piccola (Lanius collurio) sono entrambi incluse nell'allegato I della "direttiva uccelli", che è entrata in vigore nel 1979. Sono inoltre presenti popolazioni di tre specie di farfalle diurne la cui conservazione è considerata prioritaria nell'Allegato 2 della Direttiva Habitat del 1992, ovvero la falena dell'edera (Euplagia quadripunctaria), la licena delle paludi (lycaena dispar) e la ninfa delle torbiere (Coenonympha oedippus). Quest'ultima è la farfalla europea sulla quale pesa la maggiore minaccia di estinzione.